# نیکاسیو (کالیفرنیا)
نیکاسیو (به انگلیسی: Nicasio) یک منطقهٔ مسکونی در ایالات متحده آمریکا است که در کالیفرنیا واقع شده‌است. نیکاسیو ۳٫۳۸۰ کیلومتر مربع مساحت و ۹۶ نفر جمعیت دارد و ۵۹ متر بالاتر از سطح دریا واقع شده‌است.